# Gongylidiellum orduense
Gongylidiellum orduense là một loài nhện trong họ Linyphiidae.
Loài này thuộc chi Gongylidiellum. Gongylidiellum orduense được Jörg Wunderlich miêu tả năm 1995.